# Тета1 Оріона D
Тета1 Оріона D (θ1 Orionis D) є складовою розсіяного скупчення Трапеція Оріона, що лежить в межах туманності Оріона. Це блакитна зоря спектрального класу B головної послідовності з декількома слабшими компаньйонами.
Зоря θ1 Оріона складається з багатьох компонентів, перш за все, це чотири зірки Трапеції Оріона (A, B, C, і D), усі в межах однієї мінути дуги один від одного. θ2 Оріона є більш віддаленою групою зірок, що складається з трьох основних компонентів і декількох тьмяніших зірок на відстані 1-2 кутові мінути від θ1.
Зоря θ1 D ще й сама має слабкого оптичного компаньйона на відстані 1.4", що є спектроскопічним компаньйоном з орбітальним періодом у 40 днів. Спостереження "Infrared Optical Telescope Array" вказують на іншого компаньйона з масою 18.6.